# Smart Building
Smart Building (engl.: vernetztes Gebäude bzw. Gebäudevernetzung) bezeichnet sowohl technische Verfahren und Systeme zur Automatisierung und Vernetzung von Gebäuden, wie auch entsprechend ausgestattete Gebäude. 
Grundcharakter ist die Verknüpfung der einzelnen Gebäudetechnik-Komponenten in einem Netzwerk, zur Kommunikation bzw. zum Daten-Austausch als Grundlage für ein automatische optimierte Steuerung sowie Austausch- und Eingriffsmöglichkeiten auch von Außen. Smart-Building-Systeme dienen insbesondere der Erhöhung von Komfort und Wirtschaftlichkeit u. a. durch Energie-Einsparung.

## Funktionsweise eines Smart Buildings
Ein Smart Building ist über eine digitale Vernetzung kommunikationsfähig und deshalb auch personalisierbar bzw. individualisierbar. Der Gebäudebetrieb, das Management der technischen Anlagen, die Auslastung, Pflege und Instandhaltung können durch sinnvolles Monitoring genauer und bedarfsgerecht geplant und umgesetzt werden. Das funktioniert in der Regel über verschiedene Stufen:
- Erfassung und Überwachung des aktuellen Betriebszustands und der Vorgänge in der unmittelbaren Umwelt durch eingebaute, digital vernetzte Sensoren und externe Datenquellen.
- Die Möglichkeit, mittels eingebetteter Software oder Internet-Plattformen aktiv in den laufenden Betrieb einzugreifen.
- Kombinierung der ersten beiden Stufen und kontinuierliche Optimierung der einzelnen Funktionen.